# دان نيومان
دان نيومان هو سياسي كندي، ولد في 16 يناير 1963 في تورونتو في كندا. حزبياً، نشط في حزب أونتاريو المحافظ التقدمي. وقد انتخب عضو برلمان مقاطعة أونتاريو.